# Riforma Berlinguer
La riforma Berlinguer è stata una riforma della scuola e dei corsi di studio dell'università in Italia, così detta dal ministro della pubblica istruzione Luigi Berlinguer, emanata durante il governo Prodi I.

## Contenuto

### Scuola
Si articolava nella legge quadro 10 febbraio 2000, n. 30 sul riordino dei cicli dell'istruzione superiore, e dalla legge 10 dicembre 1997, n. 425 che modificò la disciplina dell'esame di maturità in Italia; ambedue le norme vennero poi abrogate e sostituite dalla riforma Moratti del 2003. Nelle intenzioni, la norma del 2000, avrebbe dovuto operare una modifica strutturale dell'insegnamento scolastico, articolato in tre cicli:
- la scuola dell'infanzia;
- il ciclo primario (scuola di base), esteso a sei anni, suddivisi in tre bienni, al termine di ognuno dei quali era prevista una prova di valutazione. La valutazione finale assumeva valore di esame di stato;
- il ciclo secondario, esteso a sei anni - il primo dei quali, introduttivo, comune a tutti gli indirizzi - e articolato in sei differenti aree: umanistica, scientifica, tecnica, tecnologica, artistica e musicale e concluso da un esame di stato che assumeva la denominazione dell'area e dell'indirizzo. Nel secondo e terzo anno e financo dopo l'esame conclusivo del primo triennio, allo studente era garantita la facoltà di cambiare indirizzo, mediante l'attivazione di apposite iniziative didattiche che gli consentissero l'acquisizione di un'adeguata preparazione a quello nuovo scelto. Al termine del terzo anno, che concludeva anche l'obbligo, era previsto un esame, introduttivo al triennio finale, in cui l'offerta formativa era maggiormente caratterizzata in ordine all'indirizzo scelto.

Un cambiamento per cui fu sempre criticata la riforma, riguardava il fatto che veniva introdotta la possibilità per uno studente di non proseguire il proprio corso di studi purché fosse in possesso di una licenza media. In realtà la riforma non parlava di un vero e proprio "abbandono scolastico", ma di una "scuola-lavoro": infatti, lo stesso decreto legge imponeva l'obbligo ad una formazione professionale fino ai 18 anni al termine dei quali bisognava comunque conseguire un diploma.

### Università
Con il decreto del MURST del 3 novembre 1999, n. 509, del ministro Ortensio Zecchino, vennero riformati i corsi di studio universitari, con l'introduzione del "sistema del 3+2" ovvero della creazione della laurea triennale e della laurea specialistica.